# Jüdische Gemeinde Angenrod
Eine Jüdische Gemeinde in Angenrod, einem Stadtteil von Alsfeld im Vogelsbergkreis in Hessen, ist seit 1736 nachgewiesen. Bereits Mitte des 17. Jahrhunderts werden die Juden Falck und Isaac genannt. Die Geschichte der jüdischen Gemeinde endete 1942 mit der Deportation der letzten acht jüdischen Einwohner.

## Geschichte
Eine starke Zuwanderung von Juden erfolgte in der zweiten Hälfte des 17. Jahrhunderts, als sie von Fürstabt Bernhard Gustav von Baden-Durlach aus seinem Herrschaftsbereich ausgewiesen wurden. Die Grundherren, die Familie derer von Nodung, erlaubte ihre Ansiedlung in Angenrod als Schutzjuden. Die Juden, die Schutzgeld zahlen mussten, konnten kleine Häuser bauen und ernährten sich durch den Warenhandel. Sie wohnten im Bereich der jetzigen Judengasse, der von den Einheimischen ab dem 19. Jahrhundert Neu-Jerusalem genannt wurde.

## Synagoge
Im Jahr 1797 wurde die neu errichtete Synagoge, auf dem Gelände des Hofguts, eingeweiht. Sie war 13 Meter breit und 7,50 Meter breit. Sie war in Fachwerkbauweise errichtet und bot den 12 jüdischen Familien ausreichend Platz. An die Synagoge war die Wohnung des Rabbiners angebaut. Die Synagoge wurde 1961 abgebrochen und an deren Stelle ein Gefrierhaus errichtet.

## Nationalsozialistische Verfolgung
Nach 1933 sind viele jüdische Gemeindeglieder auf Grund der zunehmenden Entrechtung und der Repressalien weggezogen oder ausgewandert.
Das Gedenkbuch des Bundesarchivs verzeichnet 41 in Angenrod geborene jüdische Bürger, die dem Völkermord des nationalsozialistischen Regimes zum Opfer fielen.

## Gemeindeentwicklung
| um 1800    | 12 Familien      |                        |      |              |  |      |              |                       |
| um 1830/40 | ca. 170 Personen |                        | 1837 | 179 Personen |  | 1861 | 247 Personen | 41,94 % der Einwohner |
| 1895       | 132 Personen     |                        |      |              |  |      |              |                       |
| 1905       | 129 Personen     | ca. 25 % der Einwohner |      |              |  |      |              |                       |
| 1910       | 109 Personen     |                        |      |              |  |      |              |                       |
| 1925       | 70 Personen      |                        |      |              |  |      |              |                       |
| 1932/33    | ca. 60 Personen  |                        |      |              |  |      |              |                       |
| 1939       | 7 Personen       |                        |      |              |  |      |              |                       |